# Investopedia
Investopedia är en global finansmediawebbplats med huvudkontor i New York City. Investopedia grundades 1999 och tillhandahåller investeringsordböcker, råd, recensioner, betyg och jämförelser av finansiella produkter, såsom värdepapperskonton. Det är en del av Dotdash Meredith-familjen av varumärken som ägs av IAC.

## Historia

### Grundande och tidig historia
Investopedia grundades 1999 av Cory Wagner och Cory Janssen i Edmonton, Alberta, Kanada. Vid den tiden var Janssen en affärsstudent vid University of Alberta. Wagner fokuserade på affärsutveckling och forskning och utveckling, medan Janssen fokuserade på marknadsföring och försäljning.

### 2000-talet
I april 2007 förvärvade Forbes Media Investopedia.com för ett okänt belopp. Vid tidpunkten för förvärvet lockade Investopedia cirka 2,5 miljoner användare varje månad och tillhandahöll en finansiell ordbok med cirka 5 000 termer gällande privatekonomi, bank och redovisning. Den erbjöd också artiklar av finansiella rådgivare och en börssimulator.

### 2010-talet
I augusti 2010 sålde Forbes Investopedia till ValueClick för 42 miljoner USD. Då hade sajten vuxit till mer än 30 000 delar av innehåll och nått 2,2 miljoner unika besökare per månad. 2013 skulle ValueClick sedan sälja Investopedia och en grupp andra fastigheter till IAC för 80 miljoner dollar. Efter förvärvet av IAC lanserade Investopedia flera initiativ, inklusive Investopedia Academy för att sälja utbildningsteknologi. Investopedia verkar enligt VD Neil Vogel.
I mars 2015 anställdes David Siegel, en alun från Seeking Alpha, som VD för Investopedia. Caleb Silver anställdes från CNN för att övervaka innehållsverksamheten för plattformen i januari 2016. Investopedias lista över de mest "inflytelserika" finansiella rådgivarna i USA lanserades i juni 2017.
I juli 2018 gick Investopedia med i Dotdash -familjen av varumärken och sade upp 1/3 av sin personal, eller 36 personer. Sajten genomgick en omprofilering och relansering senare under året. I början av 2019 tillkännagav sajten vinnarna av sina första onlinemäklare och robo-rådgivare.

### 2020-talet
År 2020 beskrev chefredaktör Silver Investopedias mål som "att ge sammanhang kring nyheterna" snarare än att bryta nya historier. Sajten lanserade sin första podcast, The Investopedia Express, med Silver som värd i september 2020.
Silver dyker också ofta upp som en finansiell gästexpert på en mängd olika sändningar och radioprogram, inklusive MSNBC, ABC News och NBC.